# Cocconato
Cocconato är en ort och kommun i provinsen Asti i regionen Piemonte i Italien. Kommunen hade 1 444 invånare (2018).